# Nemoura brachiptilus
Nemoura brachiptilus är en bäcksländeart som beskrevs av Victor Ivanovitsch Motschulsky 1853. Nemoura brachiptilus ingår i släktet Nemoura och familjen kryssbäcksländor. Inga underarter finns listade i Catalogue of Life.